# Venturia taiwana
Venturia taiwana är en stekelart som först beskrevs av Jinhaku Sonan 1937.  Venturia taiwana ingår i släktet Venturia och familjen brokparasitsteklar. Inga underarter finns listade i Catalogue of Life.